# Joaquim Vehils i Fochs
Joaquim Vehils i Fochs (català: Joaquim Maria Vehils i Fochs)  (Barcelona, 23 de maig de 1857 - Barcelona, 6 d'abril de 1934) va ser un director i compositor català.

## Biografia
Va néixer al carrer de Ferran de Barcelona, fill de l'advocat Joaquim Vehils i Catà de la Torre (†1884), i d'Elvira Fochs i Òdena, tots dos de Barcelona. Fou net de l'alcalde de Barcelona Marià Vehils i Salvat (†1837), i besnet de Joaquim Vehils i Lleonart, també advocats.
Joaquim Vehils i Fochs es va interessar per la música després d'estudiar Dret a la Universitat de Barcelona. Va estudiar piano amb Joan Baptista Pujol i violoncel amb l'italià P. Sianesi. També estudià harmonia amb Gabriel Balart.
Va debutar com a director al Teatro Real de Madrid on hi va passar diverses temporades i al mateix escenari, durant les temporades de 1887 i 1888, va dirigir la Societat Coral Euterpe. És a partir d'aquell moment quan va iniciar una notable carrera internacional per Europa, en què actuaria a diversos llocs com Bucarest, Londres, Viena, Amsterdam, Brussel·les, Gant, Lovaina, Le Havre, París, Marsella, Bèrgam, Constantinoble, Odessa, Sant Petersburg, i fins i tot al Caire i Sud-amèrica, en la major part dels casos, com a director operístic.
Va actuar vàries vegades al Liceu, on va ser empresari un breu període de l'any 1898. Fou autor de diverses sarsueles.
Es va casar amb Rafaela Grau i Bolívar, i van ser pares de Rafael Vehils Grau-Bolívar, advocat i polític, qui va continuar amb la tradició familiar de l'exercici de l'advocacia. Va morir el dia 6 d'abril de 1934 a Barcelona.

## Obres
- Los gomosos llancers
- María Amelia, masurca
- Mercedes, nocturn
- Mi primera inspiración, nocturn (ca.1870)
- Zéfiro, vals (ca.1870)
- Fantasía sobre motivos de la Traviata de Verdi
- ¡¡La mar!! (ca.1870)
- Protesta de amistad (ca.1870)
- La buenaventura (Madrid, 1877), sarsuela amb text d'Emilio Álvarez Blázquez (1833-1900), estrenada al Teatre de la Zarzuela de Madrid el 30 de novembre de 1877.
- Un capdell (1880), sarsuela amb text de Miquel Palà i Marquillas (1854-1886), estrenada el 5 de maig de 1880 al Teatre Novedades de Barcelona
- La virgen del Pilar (Barcelona, 1880), drama líric amb text de Ricardo Caballero Martínez, estrenada al Teatre Tívoli de Barcelona el 15 de juliol de 1880
- Los dos príncipes (1880), música en col·laboració amb Francesc Pérez-Cabrero. Estrenada al Teatre Tívoli el 29 de juliol de 1880
- Caridad (ca.1900)